# ISO 3166-2:AW
ISO 3166-2:AW es la entrada correspondiente a Aruba en la ISO 3166-2, parte de la norma ISO 3166 publicada por la Organización Internacional de Normalización (ISO), que establece códigos para los nombres de las subdivisiones principales (por ejemplo, provincias o estados) de todos los países codificados en la ISO 3166-1.
Actualmente no hay códigos ISO 3166-2 definidos en la entrada de Aruba, dado que el territorio no posee subdivisiones definidas.
Aruba, un país constituyente del Reino de los Países Bajos, tiene asignado oficialmente el código ISO 3166-1 alfa-2 AW. Además, se le ha asignado también el código ISO 3166-2 NL-AW en la entrada correspondiente a los Países Bajos.

## Cambios
Los siguientes cambios de entradas han sido anunciados en los boletines de noticias emitidos por el ISO 3166/MA desde la primera publicación del ISO 3166-2 en 1998, cesando esta actividad informativa en 2013.
| Boletín      | Fecha de publicación                | Detalle del cambio en el boletín                                 |
| ------------ | ----------------------------------- | ---------------------------------------------------------------- |
| Boletín II-3 | 2011-12-13 (corrección: 2011-12-15) | Se añade el código para alinear la ISO 3166-1 con la ISO 3166-2. |